# Метацентър
Метацентър (от на гръцки: μετα – през и на латински: centrum – средоточие) – център на кривата на траекторията, по която се премества центърът на водоизместването при накланяне на плаващ съд (кораб).
При малки наклони на съда (примерно, до 10 градуса) метацентърът може да се приеме за неподвижен, докато при големи наклони метацентърът започва да се премества.
Височината на метацентъра над центъра на тежестта на съда се нарича метацентрична височина.
В „Теория на кораба“ има два метацентра:
- при накланяне на съда по напречната плоскост (крен), метацентърът е напречен, или малък.
- при накланяне на съда по надлъжната плоскост (диферент) – надлъжен, или голям.

На практика съдът се накланя и по двете плоскости и ако в този случай се определи метацентъра, то той ще лежи над напречния, но под надлъжния. От тази гледна точка метацентричните височини, разглеждани в теорията, са пределни.